# BMW G02
La BMW G02 è la seconda generazione della BMW X4, un'autovettura di tipo crossover SUV di fascia medio-alta prodotta dal 2018 dalla casa automobilistica tedesca BMW.
È stato presentato online nel febbraio 2018 come successore della F26, con le vendite iniziate a luglio 2018.

## Motorizzazioni
La vettura è costruita sulla piattaforma Cluster Architecture (CLAR), riprendendo molte componenti dalla X3, con motori turbo sia benzina che diesel da 2.0 litri a 4 cilindri in linea e 3.0 a 6 cilindri in linea. La trasmissione è affidata a un cambio automatico a 8 rapporti, che può essere abbinato alla trazione posteriore o integrale xDrive. Rispetto alla X4 precedente, è più leggera di 50 kg ed è più alta di 52 mm, più lunga di 81 mm e più larga di 37 mm.